# Lijst van Joodse gevangenen in Barneveld tijdens de Tweede Wereldoorlog
Dit artikel bevat een lijst met Joodse gevangenen in Barneveld die tijdens de Tweede Wereldoorlog onder het Plan-Frederiks op het Landgoed Schaffelaar en in het nabijgelegen Huize De Biezen verbleven. De lijst bevat alleen personen met een eigen artikel op Wikipedia.

## B
- Betsy Bakker-Nort
- Robbert van den Bergh
- Sal Boas
- Siegfried de Boer

## C
- Mathilde Cohen Tervaert-Israëls

## E
- Alfred van Emden

## H
- Emanuel Haagman
- Jacob Heimans
- Abel Herzberg
- Judith Herzberg

## J
- Mozes de Jong

## K
- Jacobus Kann
- Mike Keyzer
- Joseph Koen

## M
- Eduard Meijers
- Hans Franco Mendes
- Jacques Johan Mogendorff
- Emanuel Moresco

## P
- Louis Pens
- Heleen Pimentel
- Herman van Praag
- Ralph Prins

## S
- Ida Simons
- Stella Simons
- Joseph Sloghem
- Sal Snijder
- Rosa Spier
- Sam Swaap

## T
- Tinus Tels
- Sam Tromp

## W
- Mies Wiener
- Mozes Jacob Wolff